# Stadion Primorje
Stadion Primorje – stadion piłkarski w Ajdovščinie, w Słowenii. Został otwarty w 1929 roku. Może pomieścić 3000 widzów, z czego 1600 to miejsca siedzące. Na stadionie swoje spotkania rozgrywa drużyna Primorje Ajdovščina.